# The Handwriting on the Wall

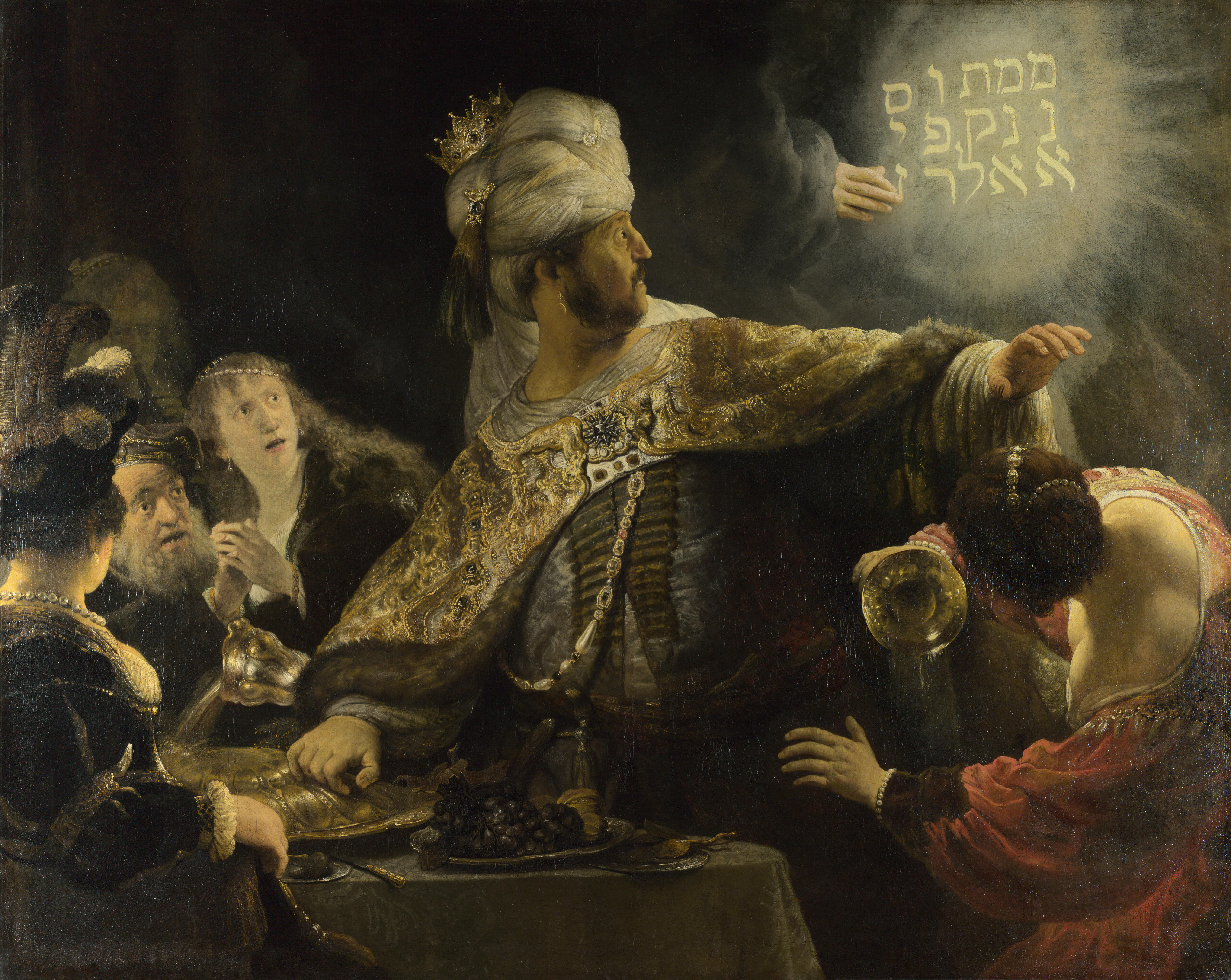
Rembrandt, Uczta Baltazara, 1635

The Handwriting on the Wall – powieść angielskiego romantycznego poety, prozaika i dramaturga Edwina Atherstone’a, wydana w 1858.

## Charakterystyka ogólna
The Handwriting on the Wall jest powieścią historyczną, której akcja rozgrywa się w szóstym wieku przed Chrystusem w Babilonie. Utwór bazuje na biblijnych relacjach o Bliskim Wschodzie w czasach starożytnych. Tytułowy napis na ścianie to znany z biblijnej Księgi Daniela przekaz Mane, tekel, fares, jaki ukazał się podczas uczty babilońskiemu królowi Baltazarowi, obwieszczając mu koniec jego władzy. Jest jedną z dwóch powieści Edwina Atherstone’a, obok opowieści z czasów walk króla Alfreda Wielkiego z wikingami Sea-kings in England.

## Autor
Edwin Athertsone był romantycznym poetą angielskim. Jest znany przede wszystkim jako autor zakrojonych na szeroką skalę poematów epickich, zwłaszcza dwóch eposów, Upadek Niniwy i Izrael w Egipcie. Akcja obu tych dzieł rozwija się w starożytności. Pierwszy opowiada o zagładzie asyryjskiej stolicy Niniwy, natomiast drugi jest poetycką wersją opisu wyjścia Izraelitów pod wodzą Mojżesza z Egiptu. Przy ich pisaniu autor czerpał inspirację z lektury Biblii i pism starożytnych greckich i łacińskich historyków. Dzieła Atherstone’a charakteryzują się epickim rozmachem jak również zamiłowaniem do przedstawiania scen katastrof i przeświadczeniem o ingerencji świata nadprzyrodzonego w przebieg wypadków.

## Treść
W dwóch pierwszych zdaniach powieści autor zarysowuje jego scenerię i czas trwania akcji, jak również bohaterów:
On the seventeenth day of the month Sivan, and in the year Five Hundred and thirty-eight before Christ, two travellers were journeying over the immense and fertile plain in which stood then, in all her glory, the proud and mighty city of Babylon. To a spectator of that day, their appearance would have instantly denoted them to be of the despised and long-oppressed people of Israel. Bohaterem utworu jest młody Izraelczyk Michael, syn Adada, który walczy o życie ojca uwięzionego dla okupu przez jednego z babilońskich panów, Phortesa.